# Aripă (insectă)

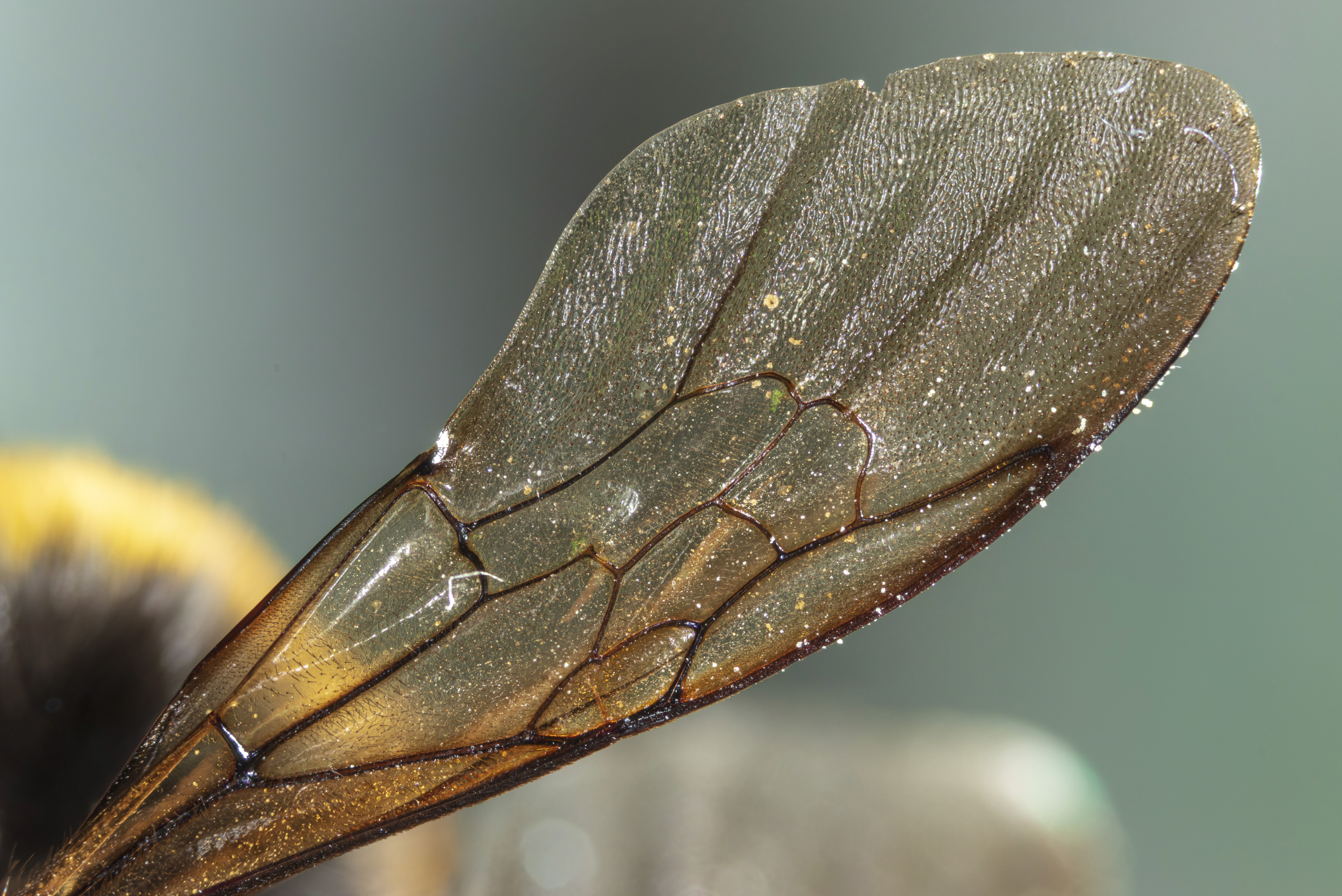
Aripă de bondar.

Aripile insectelor sunt expansiuni adulte ale exoschetului, de origine tegumentară, cu rol în zbor.  Acestea se găsesc pe a al doilea și al treilea segment toracic (mezotorace si metatorace), și sunt adesea denumite aripi anterioare, respectiv posterioare, cu toate ca există si specimene cu o a treia pereche de aripi.
Modelele rezultate din fuziunea și interconectarea venelor aripii sunt adesea diagnostice diferitelor linii evolutive și pot fi utilizate pentru identificarea la nivel de familie, gen sau ordin.
Din punct de vedere fizic, zborul insectelor se clasifică în: 
- zbor direct (mușchii aripii se atașează direct de baza membrului, astfel încât mișcare bazei in jos ridică aripa propriu-zisă în sus)
- zbor indirect (mușchii se atașează de torace, deformându-l și rezultând în mișcarea aripilor)

La unele specii, aripile sunt prezente doar la un sex, de regulă la mascul: furnicile de catifea, Strepsiptera, și , ca excepție la femele: viespea de smochin. În unele cazuri, aripile sunt asociate exclusiv anumitor momente ale ciclului de viață (faza de dispersie a afidelor) sau se pierd selectiv la „lucrătorii” insectelor sociale (furnicile și termitele).
Structura și coloritul aripilor variază adesea în funcție de morfologie (cum ar fi la afide, la lăcuste în fazele de migrare și la fluturii polimorfi). În repaus, aripile pot fi ținute plate sau pliate de mai multe ori de-a lungul unor modele specifice. De obicei, aripile posterioare sunt cele pliate, excepție fiind viespile, unde aripile anterioare sunt cele pliate.

## Morfologie

### Structură
Aripa este formată dintr-o membrană subțire, compusă la rândul ei din două straturi de tegument, a căror fețe se suprapun și se  alipesc pe toată întinderea lor, cu excepția unor porțiuni mai puternic chitinizate (îngroșate), ce formează  nervurile. Acestea (nervurile) au rol structural, constituind scheletul de susținere al membranei aripii și sunt de două tipuri:
- nervurile longitudinale (de la bază la vârful aripii), care formează sistemul de vene al aripii. În fiecare dintre venele majore există un nerv și o trahee și, deoarece cavitățile venelor sunt conectate de hemocelule, e posibilă circulația hemolimfei în aripă.[2]
- nervurile transversale, care fac legătura între nervurile longitudinale, fiind simple îngroșări chitinoase ale membranei.

Pe măsură ce aripa se dezvoltă, straturile tegumentare dorsale și ventrale devin strâns suprapuse. Cuticula care înconjoară venele se întărește, este sclerotizată pentru a oferi rezistență și rigiditate aripii.  
Pe aripi pot apărea două tipuri de păr: 
- microtrichia, cu fire mici și dispuse iregulat
- macrotrichia, cu fire mai mari, încordate, adesea limitate pe suprafața venelor.

Solzii de Lepidoptera și Trichoptera sunt macrotrichia înalt modificate. 

### Venație

Sistemul Comstock–Needham.

Costa (C) – marginea anterioară a aripii
Subcosta (Sc) – a doua venă longitudinală (în spatele costei), de obicei neramificată
Radiala (R) – a treia venă longitudinală, una până la cinci ramuri ajung la marginea aripii
Media (M) – a patra venă longitudinală, una până la patru ramuri ajung la marginea aripii
Cubitala (Cu) – a cincea venă longitudinală, una până la trei ramuri ajung la marginea aripii
Vene anale (A1, A2, A3) – vene neramificate din spatele cubitului
Jugala (JA1, JA2, JA3, JA4) – rețea de vene adesea iregulare
Venele încrucișate C-Sc – se desfasoara între costă și subcostă
Venele încrucișate R – se desfasoara între ramurile adiacente ale radialei
Venele încrucișate RM – se desfasoara între radiale și mediană
Vene încrucișate M-Cu – se desfasoara între media și cubitală

### Regiuni

Câmp Costal si Remigium
Camp anal (vannus)
Camp Jugal
Zona axilară/ Basis

### Articulații

Plăci humerale
Primul axilar
Al doilea axilar
Al treilea axilar
A patra axilară
plăci mediane ( m, m' )

## Nomenclatură
Cea mai mare parte a nomenclaturii are la baza sufixul -ptera  (din πτερόν , pteron - cuvant din greaca veche pentru aripă)
| Nume Stiințific      | Rădăcină lingvistică                                 |
| Anisoptera           | ἀνισο- (aniso-)                                      |
| Aptera               | ἀ- (a-) =nu                                          |
| Apterygota           | πτερύγιον (pterygion) =aripi mici ; ἀ- (a-) =nu      |
| Coleoptera           | Κολεός (koleos) =teacă                               |
| Dermaptera           | Δέρμα (derma) =piele                                 |
| Diaphanopterodea⁠(d)  | Διαφανής (diaphanes) =transparent/translucid         |
| Dictyoptera⁠(d)       | Δίκτυον (diktyon) =reţea                             |
| Diptera              | Δύο- (dyo-) =doi                                     |
| Embioptera           | ἐν- (en) =interior ; βίος (bios) =viață              |
| Endopterygota        | ἐντός (entos) =interior ; πτερύγιον =aripi mici      |
| Ephemeroptera        | ἐφήμερος (ephemeros) =aproximativ o zi               |
| Exopterygota         | ἔξω (exo) =extern                                    |
| Hemiptera            | ἡμι- (hemi-) =jumătate                               |
| Heteroptera          | ἑτερο- (hetero-) =diferit                            |
| Homoptera⁠(d)         | ὅμο- (homo-) =similar                                |
| Hymenoptera          | ὑμένιον (hymenion) =membrană                         |
| Isoptera             | ἶσον (ison) =egal                                    |
| Lepidoptera          | Λεπίς (lepis) =scală                                 |
| Lonchopteridae⁠(d)    | Λόγχη (lonche) =lance                                |
| Mecoptera            | μῆκος (mekos) =lungime                               |
| Megaloptera          | Μεγαλο- (megalo-) =larg                              |
| Neuroptera           | νεῦρον (neuron) =venă                                |
| Neoptera             | νέος (neos) =nou/tânăr                               |
| Oligoneoptera        | ὀλίγον- (oligon-) =putin ; νέος (neos) =nou          |
| Orthoptera           | ὀρθο (ortho-) =drept                                 |
| Palaeodictyoptera⁠(d) | Παλαιός (palaios-) =vechi ; δίκτυον (diktyon) =rețea |
| Palaeoptera          | Παλαιός (Palaios) =vechi                             |
| Paraneoptera⁠(d)      | Παρα- (Para-) νέος (neos) =nou                       |
| Phthiraptera         | Φθείρ (phtheir) =păduchi ; ἀ, a- =nu                 |
| Plecoptera           | Πλέκειν (plekein) =pliu                              |
| Polyneoptera⁠(d)      | Πολύς (polys) =multe ; νέος (neo) =nou               |
| Psocoptera           | Ψώχω (psocho) =a freca                               |
| Pterygota            | Πτερύγιον (pterygion) =-aripă                        |
| Raphidioptera        | ῥαφίς (rhaphis) =ac                                  |
| Siphonaptera         | Σίφων (siphon) =tub ; ἀ- =nu                         |
| Strepsiptera         | Στρέψις (strepsis) =a se întoarce                    |
| Thysanoptera         | Θύσανοι (thysanoi) =franjuri                         |
| Trichoptera          | Τρίχωμα (trichoma) =par                              |
| Zoraptera            | Ζωρός (zōros) =puternic                              |
| Zygoptera            | ζεῦγος (zeugos) =pereche                             |

## Vezi si
- Apendice
- Sistemul Comstock-Needham
- aripă
- Roboți inspirați de insecte: RoboBee⁠(d), DelFly⁠(d)